# Rio Turiaçu
 (janvier 2015).
Le rio Turiaçu est un fleuve du Brésil. Il naît dans le sud-ouest de la province de Maranhão, la sépare de celle de Pará, et se jette dans l'Atlantique par 1° 30' lat. S., après un cours de 560 kilomètres.

## Source
Cet article comprend des extraits du Dictionnaire Bouillet. Il est possible de supprimer cette indication, si le texte reflète le savoir actuel sur ce thème, si les sources sont citées, s'il satisfait aux exigences linguistiques actuelles et s'il ne contient pas de propos qui vont à l'encontre des règles de neutralité de Wikipédia.
- Brazilian Ministry of Transport